# 池内基周
池内 基周（いけうち もとちか、1918年（大正7年） - 1997年（平成9年））は、日本の建築家。

## 人物
1941年（昭和16年）に横浜高等工業学校（現・横浜国立大学）卒業後、内匠寮匠生に採用され、1942年（昭和17年）に宮内技手となる。その後招集、復員を経て、宮内府、宮内庁に勤務した。
1956年（昭和31年）に宮内庁管理部工務課建築第一係に所属。1957年（昭和32年）に宮殿造営調査室の企画主任を拝命、1958年（昭和33年）には企画係長となった。
1963年（昭和38年）からの臨時皇居造営部では、造営課企画係長および課長補佐をつとめた。
その後、管理部工務課に戻り、1969年（昭和44年）に課長補佐、1978年（昭和53年）に工務課長となったのち、1981年（昭和56年）に退官。